# Церква воздвиження Святого Хреста (Зельзін)
Церква воздвиження Святого Хреста (біл. Крыжаўзвіжанская царква) — чинна церква у Зельзіні Берестейської єпархії, збудована в 1878 році. Храм — пам'ятник еклектичної архітектури, охороняється державою.

## Історія
Перша церква у Зельзіні була побудована в 1420-1430-х роках. Як свідчать джерела, її будівництво відбувалося з ініціативи княгині на місці, де вона ледве не загинула на болоті, але була врятована мисливцями, що вчасно прийшли на допомогу.
Нова Хрестовоздвиженська церква була побудована у XIX столітті на землях приходського кладовища. Зі старої церкви в неї перенесли особливо важливий для місцевих жителів образ Божої матері та дубовий хрест.
У 1900 році на кошти священика Антонія Радкевича біля церкви було збудовано муровану каплицю, освячену на честь святих віленських мучеників Антонія, Яна та Євстаха.
У 1962 році, за розпорядженням радянської влади, церкву відлучили під сільський клуб. Церковне приладдя та ікони перевезли у лисківську церкву, частину церковних книг — у ружанський костел. Однак будівля церкви, яка потребувала ремонту, не була пристосована для використання як клуб, і директор місцевої школи Шиманський використовував храм як стрілецький тир для учнів.
У 1963 церква була знищена пожежею, залишилися лише кам'яні стіни.
На початку 90-х років почалося відновлення церкви. З допомогою місцевих колгоспів будинок був відреставрований фактично за рік. У 1994 році (за іншими джерелами — у 1995) церква була освячена митрополитом Філаретом, патріаршим екзархом усієї Білорусі. У 1995 році було придбане усе необхідне церковне приладдя, впорядкована церковна територія, а також відновлена капличка на честь святих віленських мучеників.
Першим настоятелем церкви після радянської доби став священник Ігор Мрихін.

## Архітектура
Церква була побудована з каменю, накрита білою бляхою.
Основа має прямокутну форму, покриту двохсхильним дахом. Біля входу розміщується дерев'яний притвор, до апсиди з північного боку примикає ризниця.
Іконостас кам'яний, оштукатурений з двох боків. У декорі використано фризи, пілястри, аркові обойми царських воріт та бокових дверей.
На осі церкви стоїть кам'яна двоярусна дзвіниця, дзвін для якої подарував російський цар Олександр ІІ.

## Настоятелі
- Антоній Радкевич (помер 13 січня 1901 року)
- Кирило Турцевич
- Василь Байчик (до 1953 року)[2]
- Ігор Мрихін